# Bézaudun-les-Alpes
Bézaudun-les-Alpes är en kommun i departementet Alpes-Maritimes i regionen Provence-Alpes-Côte d'Azur i sydöstra Frankrike. Kommunen ligger  i kantonen Coursegoules som ligger i arrondissementet Grasse. År 2022 hade Bézaudun-les-Alpes 260 invånare.

## Befolkningsutveckling
Antalet invånare i kommunen Bézaudun-les-Alpes
Referens: INSEE